# スキマスイッチ TOUR '07 “夕風トラベル” THE MOVIE
『スキマスイッチ TOUR '07 “夕風トラベル” THE MOVIE』は、スキマスイッチのライブBlu-ray。

## 解説
- 3rdアルバム『夕風ブレンド』のリリース後に行われた全国ツアー「スキマスイッチ TOUR ’07 “夕風トラベル”」の東京公演のライブ映像を収録[1]。
- フルHD映像での収録[1]。
- デビュー20周年イヤーの記念企画として『スキマスイッチ 2004ファーストツアー “夏雲ノタビ” 〜日本公演〜 THE MOVIE』、『スキマスイッチ TOUR '05 “全国少年” THE MOVIE』、『スキマスイッチ TOUR '06 “空創トリップ” THE MOVIE』との4作同時リリース[1]。
- ファンクラブDELUXE限定で、4作をセットにした永久保存BOX「SUKIMASWITCH Archive Live Box 2004〜2007」も予約販売された[1]。
- 「SUKIMASWITCH Archive Live Box 2004〜2007」は、『スキマスイッチ 2004ファーストツアー “夏雲ノタビ” 〜日本公演〜 THE MOVIE』の映像が副音声付きで収録された他、4公演の撮り下ろし写真を収めた貴重なフォトブックが付属された[1]。

## 演奏
- 大橋卓弥：Vocal, Guitar
- 常田真太郎：Piano, Chorus
- 新井“ラーメン”健：Guitar, Chorus
- 沖山優司：Bass, Chorus
- 古田たかし：Drums, Chorus
- 浦清英：Keyboards, Accordion, Sax
- 若森さちこ：Percussion, Chorus

## 収録曲
- 2007年3月4日にNHKホールで開催された最終公演の模様を収録。

1. 1+1
2. スフィアの羽根
3. 飲みに来ないか
4. 糸ノ意図
5. 月見ヶ丘
6. アカツキの詩
7. 惑星タイマー
8. 藍
9. 願い言
10. ズラチナルーカ
11. アーセンの憂鬱
12. view
13. 螺旋
14. ガラナ
15. 全力少年
16. ボクノート

## プロモーション
- 対象のショップでの購入者にはCDショップ先着購入特典がプレゼントされた[1]。
- 購入する対象店舗にプレゼントの内容は異なる[1]。

| 対象店舗     | 特典内容                             |
| ------------ | ------------------------------------ |
| Amazon.co.jp | 各ライブ写真を使ったビジュアルシート |
| 楽天ブックス | クリアファイル（4作品共通）          |